# The Sky Is Crying
The Sky Is Crying (1991) è un album postumo di Stevie Ray Vaughan.

## Il Disco
Il lavoro raccoglie registrazioni che spaziano lungo tutta la carriera , e fu pubblicato circa un anno dopo la sua morte, avvenuta nel 1990.
L'album consiste in dieci tracce inedite, registrate in origine fra il 1984 e il 1989. Solo una delle canzoni, Empty Arms, compare su uno degli album registrati in precedenza da Vaughan.
I brani da includere nella raccolta vennero scelti dal fratello Jimmie.
The Sky Is Crying illustra molte delle influenze musicali subite da Vaughan, che spaziano dalle canzoni negli stili dei più tradizionali Delta blues, Texas blues, Chicago blues, jump blues al jazz-blues ed il rock-blues di Jimi Hendrix, e dai brani dalle ritmiche più sostenute e veloci a quelle più lente e rilassate.
Nel disco figura anche una versione strumentale del brano Little Wing (che si aggiudicò anche un Grammy Award) di Jimi Hendrix, lo strumentale dalle atmosfere jazzate Chitlins con Carne, composto e inciso originariamente dal chitarrista Kenny Burrell sul suo album Midnight Blue, e Life by the Drop, canzone scritta dall'amico Doyle Bramhall, suonata su una chitarra a 12 corde.

## Tracce
1. Boot Hill – 2:14 (Autore sconosciuto) – Registrato nel febbraio-aprile 1989 al Kiva Studios di Memphis, Tennessee
2. The Sky Is Crying – 4:37 (Clarence Lewis, Elmore James, Morris Levy) – Registrato nel marzo-maggio 1985 al The Dallas Sound Lab. di Dallas, Texas
3. Empty Arms – 3:28 (Stevie Ray Vaughan) – Registrato nel gennaio-febbraio 1984 al The Power Station di New York City, New York
4. Little Wing – 6:48 (Jimi Hendrix) – Registrato nel gennaio-febbraio 1984 al The Power Station di New York City, New York
5. Wham – 2:25 (Lonnie Mack) – Registrato nel gennaio-febbraio 1984 al The Power Station di New York City, New York
6. May I Have a Talk with You – 5:49 (Chester Burnett (Howlin' Wolf)) – Registrato nel marzo-maggio 1985 al The Dallas Sound Lab. di Dallas, Texas
7. Close to You – 3:11 (Willie Dixon) – Registrato nel gennaio-febbraio 1984 al The Power Station di New York City, New York
8. Chitlins con Carne – 3:56 (Kenny Burrell) – Registrato nel marzo-maggio 1985 al The Dallas Sound Lab. di Dallas, Texas
9. So Excited – 3:30 (Stevie Ray Vaughan) – Registrato nel marzo-maggio 1985 al The Dallas Sound Lab. di Dallas, Texas
10. Life by the Drop – 2:27 (Barbara Logan, Doyle Bramhall) – Registrato nell'aprile-maggio 1989 al Sound Castle Studios di Los Angeles, California

Durata totale: 38:25

## Musicisti
- Stevie Ray Vaughan - chitarre, voce
- Chris Layton - batteria
- Tommy Shannon - basso
- Reese Wynans - tastiere

Note aggiuntive
- Stevie Ray Vaughan and Double Trouble e Jim Gaines - produttori (brano: #1)
- Stevie Ray Vaughan and Double Trouble e Richard Mullen - produttori (brani: #2, #6, #8 e #9)
- Stevie Ray Vaughan, Tommy Shannon, Richard Mullen e Jim Capfer - produttori (brani: #3, #4, #5 e #7)
- Stevie Ray Vaughan e Jim Gaines - produttori (brano: #10)